# Этногенез белорусов
Этногенез белорусов — исторический процесс формирования белорусского этноса. Среди учёных нет единого мнения как о времени появления белорусов как этноса, так и о предках современных белорусов.
Наличие нескольких концепций формирования Беларуси и происхождения белорусского народа обусловлено сложностью 
самого процесса образования этнической территории и способов её изучения, а также разнообразием исторических источников.

## Основные концепции этногенеза
Существуют несколько принципиально разных концепций этногенеза белорусов.

### «Польская» и «великорусская» концепции
Хронологически первыми возникли «польская» (Л. Галембовский, А. Рыпинский) и «великорусская» (А. Соболевский, И. Срезневский) концепции, согласно которым этническая территория белорусов рассматривалась в качестве исконно польской или исконно великорусской соответственно, аргументом чему служило отсутствие у белорусов отдельного языка. Между тем, в начале XX века Ефим Карский в работе «Белорусы» выдвинул идею о самостоятельности «белорусского наречия» как от польского языка, так и от «великорусского наречия русского языка», тем самым опровергая основной аргумент сторонников данных концепций. Ныне точка зрения, полагающая белорусов и белорусский язык самостоятельными этносом и языком в составе восточнославянской группы, является общепризнанной в академической науке.

### «Племенные» концепции
В начале XX века в среде белорусской национальной интеллигенции сформировалась концепция, согласно которой белорусы происходили от летописного племени кривичей. Автором «кривичской» концепции был Вацлав Ластовский. Ещё ранее подобные идеи, условно называющиеся «племенной» концепцией, изложили Николай Костомаров и Михаил Погодин. Концепция не получила широкого распространения, но послужила идейной основой для формирования так называемой «кривичско-дреговичско-радимичской» концепции. Её авторами были известные историки и языковеды Ефим Карский, Моисей Гринблат, Митрофан Довнар-Запольский и Владимир Пичета. Концепция основывается на идее о формировании белорусского этноса в результате этнической консолидации населявших будущую этническую территорию белорусов племён.
Популярность данной концепции достаточно велика, хотя в ней не учитывается хронологический промежуток между исчезновением летописных племён в середине XII века и формированием общебелорусского этнического комплекса. Кроме того, по словам Вячеслава Носевича, не существует ни письменных, ни археологических данных, дающих основания для выделения среди восточнославянских племён единой прабелорусской группы. Отдельные племена, населявшие этнические земли современных белорусов, были наиболее близки к племенам, вошедшим позднее в состав русского или украинского народов: полоцкие кривичи к псковским и смоленским кривичам, радимичи к вятичам, дреговичи к волынянам.

### «Древнерусская» концепция
После Великой Отечественной войны в советской науке доминирующую роль заняла «древнерусская» концепция, согласно которой белорусы, наряду с украинцами и русскими, образовались в результате распада единой древнерусской народности. Теоретически эта концепция была обоснована С. Токаревым, в её разработке также приняли участие Пётр Третьяков, Борис Рыбаков, Михаил Тихомиров, Лев Черепнин и другие.
Отдельные положения древнерусской концепции подвергались серьёзной критике со стороны археологов Валентина Седова и Эдуарда Загорульского. Против гипотезы о единой древнерусской народности как таковой активно выступает археолог Георгий Штыхов, в результате чего в крупнейшее из когда-либо созданных учебных пособий по истории Беларуси попал подраздел «К проблеме древнерусской народности», содержащий критику этой концепции. Несмотря на существование критики, большое количество видных историков, археологов и лингвистов являются приверженцами «древнерусской» концепции.
Временные рамки выделения белорусов из древнерусской народности, указываемые сторонниками этой версии, варьируют. Борис Флоря считает, что процесс распада древнерусской народности растянулся на несколько столетий, и связывает его с вхождением её представителей в состав разных государств с различным социально-политическим строем. Первым этапом он считает постепенную дифференциацию восточных славян Великого княжества Литовского и земель формирующегося Русского государства на протяжении XIV—XVI веков, вторым этапом — дифференциацию белорусов и украинцев в XVII веке на основе отличия общественных порядков в Войске Запорожском и на землях Великого княжества Литовского.

### «Балтская» концепция
В 1960-х — начале 70-х годов XX века московским археологом Валентином Седовым была сформирована новая концепция, не отвергающая принципиально гипотезу о существовании единой древнерусской народности. Согласно этой концепции, получившей название «балтской», белорусский этнос сформировался в результате смешения и взаимоассимиляции местных балтов с пришлыми славянами, при этом балты в этногенезе белорусов сыграли роль субстрата (подосновы). Концепция строится на основании отнесения археологических культур позднего железного века на территории Беларуси к балтским, что ныне практически никем не оспаривается. В ходе многочисленных раскопок Валентин Седов нашёл целый ряд украшений, орудий труда, оружия, которые были характерны для балтской культуры и не принадлежали славянам. По его мнению, миграция на эти территории славян началась в середине I тысячелетия нашей эры, причём в этот период славяне заселили лишь территории южнее Припяти. Заселение славянами основной части территории Беларуси, по Седову, относится лишь к VIII—X векам. В качестве аргумента в пользу «балтской» концепции приводится и факт наличия во многих элементах языка и культуры белорусов балтских корней, к примеру, поклонение ужам и камням в традиционной религии белорусов, лапти прямого плетения, техника строительства жилья, ряд звуков белорусской фонетики (твердый «р», аканье). С другой стороны, украинские лапти такие же, как и белорусские, а почитание камней встречается у всех восточных славян.
Несмотря на то, что большинство современных исследователей в целом принимают «балтскую» концепцию, зачастую под сомнение ставится столь значительное влияние балтов на формирование белорусского народа, его культуры, языка. Согласно мнению этнолога Михаила Пилипенко, балты выступили субстратом не для формирования непосредственно белорусов, а как подоснова славянских общностей кривичей, дреговичей и радимичей. Впрочем, по мнению Носевича, «новая концепция» Михаила Пилипенко является по сути попыткой сгладить противоречия между «балтской», «кривичско-дреговичско-радимичской» и «древнерусской» концепциями и сама по себе ничего нового не несёт. Носевич указывает на не полное совпадение ареала балтского субстрата с этнической белорусской территорией.

### «Финская» концепция
Существует также и «финская» концепция, выдвинутая писателем Иваном Ласковым. Согласно ей, предками белорусов выступили финно-угры. Сторонники концепции заявляли о наличии значительного количества древних финно-угорских гидронимов на территории Беларуси (например, Двина, Свирь). Противники гипотезы указывают, что, несмотря на объективное наличие финского субстрата, финноязычное население на территории Беларуси жило в глубокой древности и было ассимилировано не славянами, а древними балтами, расселившимися в Понеманье, Подвинье и Поднепровье в бронзовом веке. Финны на территории Беларуси явились субстратом не белорусов, а древних балтов.

## Исследование генома
Согласно совместному исследованию, проведенному международным коллективом исследователей из Беларуси, Эстонии, Италии, Израиля, Армении, наиболее частотными гаплогруппами Y-хромосомы (обеспечивает передачу генетической информации по отцовской линии) среди 565 представителей 6 субрегионов Беларуси оказались следующие: R1a (50,62 %), I2а (17,17 %) и N1c (9,56 %).
- Из данных трех гаплогрупп первая, R1a, традиционно соотносится с индоевропейской колонизацией Восточноевропейской равнины, пришедшей из причерноморско-каспийских степей, и считается присутствующей в регионе начиная с бронзового века[11] (именно балтские языки, в частности, литовский, считаются на сегодня наименее изменёнными из существующих живых языков по сравнению с состоянием ранних индоевропейских диалектов). Исходя из данного показателя, белорусы оказываются в одном плотном восточноевропейском кластере с поляками, русскими юго-западных областей и русскими Тверской области[12]. Данный кластер коррелирует с обнаруживаемой на востоке и западе данного ареала древнебалтской гидронимией, в частности в бассейнах Вислы и Одера[13] и на Верхнем Дону[14].
- Вторая группа, I2а, связывается с древнеевропейским, доиндоевропейским населением, укрывшимся от последнего ледника на юге на Балканах (где по сей день сохраняется максимальная концентрация данной гаплогруппы) и возвращавшимся назад на север по мере его таяния[15].
- Третья из перечисленных гаплогрупп, N1c, считается «финно-угорской», пришедшей из области юга Китая через северную Евразию[16]. У непосредственных соседей белорусов N1c существенно представлена только у балтоязычных народов (у литовцев — 36,8 %[17], латышей — 41,5 %[18]), у которых при этом процент восточноевропейской «индоевропейской» R1a составляет 45,3 % и 37,7 %, соответственно. При этом, по имеющимся уже данным, N1с может обнаруживаться в сравнительно высокой концентрации в том числе на юге Беларуси (популяция «Вичин» у Лунинца — 25 %, при среднем присутствии на Полесье — 8 %[19]), а также на Верхнем Подвинье (25 % в верхнедвинских археологических микрорегионах Сертейском, Усвятском и Сенницком[20]).

В обобщающей статье по популяционной генетике современных славяноязычных народов авторы (генетик Е. Кушнеревич, лингвист А. Касьян) указывают:
- «Имеется значительная близость между западными и восточными славянами и носителями балтских языков, тогда как южные славяне выразительно дифференцированы между собой и генетически родственны другим неславянским балканским народам. Это свидетельствует о том, что славянские языки распространялись преимущественно в результате культурной ассимиляции (посредством изменения языка) дославянских народов, а не путем замены автохтонного населения славянами»;
- «Современное славянское сообщество демонстрирует генетическую структуру (наблюдаемую как в Y-хромосоме, так и в частотном анализе данных по всему геному), которая, по всей вероятности, существовала в Европе уже более трех тысяч лет».[21]

## Исследование 2005—2010 годов
В 2005—2010 годах в Институте генетики и цитологии Национальной академии наук Беларуси было проведено исследование генофонда белорусов по данным о трех типах генетических маркеров — аутосомных, митохондриальных и Y-хромосомы.
Исследование по Y-хромосоме
Согласно статье российского генетика О. Балановского в соавторстве с белорусским генетиком Л. Тегако, посвященной данному исследованию, наибольшая часть исследованных геномов белорусов содержала гаплогруппы R1a (60 %) и I1b (17 %). Исходя из частот гаплогрупп Y-хромосомы (передающейся от отца потомкам мужского пола) генофонд белорусов можно охарактеризовать как европейский (на что указывает гаплогруппа R1b3), восточноевропейский (по преобладанию гаплогруппы R1a) и северный восточноевропейский (по присутствию гаплогруппы N3). Наличие у значительной части популяции гаплогруппы I1b свидетельствует в пользу наличия генетических связей и с народами Северной Европы. Таким образом, сравнение результатов с геномом других европейских народов показывает, что по маркерам Y хромосомы белорусы «обнаруживают высокое сходство с восточными славянами и большинством западных славян, но генетически далеки от балтов». Кроме того, выявлена генетическая общность, которая «образует единый плотный кластер, включающий белорусов, поляков, русских юго-западных областей (Белгородской, Воронежской, Курской, Орловской областей), а также русских Тверской области». При этом, различия между северными и южными белорусами по данному маркеру оказались минимальными. Третья по численности у белорусов гаплогруппа N1c. У белорусов в среднем её частота изменяется от 8 % на юге до 15 % на севере. Данная Y-хромосома маркирует миграционный поток с севера, связанный, вероятно, с угрофинским компонентом.
Исследование по митохондриальной ДНК
Исследование митохондриальной ДНК, передающейся от матери потомкам обоего пола, показали, что наибольшая часть генофонда белорусов представлена гаплогруппой H (38 %), а остальные частые гаплогруппы J, U5a, T (7−10 %). Наблюдаются «существенные различия между южными и северными белорусами. Оно достигается за счет выраженного своеобразия северных белорусов, которое не связано с балтским субстратом в материнских линиях наследования — северные белорусы в равной степени генетически удалены и от балтов, и от западных славян (в том числе и от поляков), и от финно-угров, и от практически всех популяций восточных славян». Также отмечается, что по митохондриальной ДНК «очень велико сходство южных белорусов с южными и западными русскими популяциями: к ним южные белорусы в 3—5 раз генетически ближе, чем к северным белорусам».
Исследование по аутосомным ДНК
Сравнительный анализ генофондов Западной Евразии показал, что «по аутосомным ДНК маркерам все восточные славяне входят в один кластер Восточной Европы. Однако русские и украинские популяции расположены ближе друг к другу, чем к белорусам… Русские и украинцы оказываются ближе к популяциям Западной и Южной Европы, чем белорусы. К сожалению, по этим маркерам не изучены ближайшие западные и северные соседи белорусов, и в частности, балтские народы. Можно предполагать, что некоторое своеобразие генофонда белорусов связано с вкладом балтского субстрата».
Выводы исследования
Авторы пришли к выводу, что «различия между белорусскими популяциями меньше, чем различия между украинскими популяциями и намного меньше, чем различия между русскими популяциями. То есть разные популяции белорусов генетически очень похожи друг на друга». В то же время, относительно вопроса о похожести генофонда белорусов на балтов и славян, авторы отмечают, что «по отцовской линии отличия белорусов от балтов выражены очень явно — по гаплогруппам Y белорусы принадлежат к кругу восточных и западных славян. По материнской линии (гаплогруппы мтДНК) белорусы в равной степени похожи и на балтов, и на славян — как западных, так и восточных».

## Антропологический анализ
Доктор биологических наук, антрополог и генетик Алексей Микулич, исходя из антропологических признаков, а также распространённости тех или иных групп крови, говорит о едином расовом типе белорусов, аукштайтов, латгалов, жителей Черниговщины, Смоленщины, Брянщины, так называемой Новой Мазовии и возводит этот тип ещё к неолитическому населению Восточной Европы.

## Этнокультурные концепты
Отсутствие среди учёных общей позиции относительно этногенеза белорусов создаёт почву для конкуренции различных этнокультурных концептов. Предложено большое число разнообразных версий, откуда пошли белорусы, где искать их этнические корни, в пределах каких государственных образований происходило формирование белорусской нации.
Так, литвинско-кривичский концепт происхождения и идентичности белорусов, появившийся в эпоху романтизма, получил популярность среди части современной белорусской интеллектуальной элиты как подчёркивающий уникальность белорусской этнокультурной среды, её обособленность о «русского мира». Рассматривается как проявление политического романтизма.
Вацлав Ластовский отождествлял мифическую Кривию (гипотетическую прародину белорусов) с мифической Гипербореей, прародиной древних «ариев». Позже, в оккупированном нацистами Минске, в 1943 году был издан учебник по истории «Беларусь вчера и сегодня» Язепа Найдюка, где со ссылками на немецкого учёного Паше утверждалось, что прародиной «арийцев» была Беларусь.